# Helmut Schreck
Helmut Schreck (* 24. Februar 1941 in Grän/Tirol) ist ein ehemaliger bayerischer Politiker der CSU. Er war Abgeordneter im 14. Bayerischen Landtag. Zuvor war er langjährig Bürgermeister des Marktes Obergünzburg im Ostallgäu.

## Leben
Nach dem Besuch der Volks- und anschließend der Mittelschule war er im gehobenen Dienst in einem Notariat tätig. 1971 trat er in die CSU ein. Von 1972 bis 1994 war er Bürgermeister von Obergünzburg. In dieser Funktion war er Mitglied im Ostallgäuer Kreistag und im Kreisausschuss, jeweils Sprecher der CSU-Fraktion. Außerdem war er Vorsitzender des CSU-Kreisverbandes Ostallgäu.
Von 1998 bis 2003 war Schreck Mitglied des 14. Bayerischen Landtages als Abgeordneter für den Ostallgäuer Stimmkreis 711 (Marktoberdorf – Buchloe – Füssen). Er war dort Mitglied im Ausschuss für Kommunale Fragen und Innere Sicherheit, im Ausschuss für Fragen des öffentlichen Dienstes und im „Beirat nach dem Gesetz über die Organisation der elektronischen Datenverarbeitung“ (später umbenannt in „Beirat für Informations- und Kommunikationstechnik – IuK-Beirat“).
Helmut Schreck ist römisch-katholischen Bekenntnisses, verheiratet, und hat eine Tochter. Er engagiert sich als einer der zwei Vorsitzenden des Obergünzburger Krankenhausförder- und Erhaltungsvereins.

## Ehrungen
Schreck ist Träger des Bundesverdienstkreuzes, der „Kommunalen Verdienstmedaille“ des Bayerischen Staatsministeriums des Inneren, des Ehrenrings des Landkreises Ostallgäu und seit 2003 des Ehrentitels „Altbürgermeister“ des Marktes Obergünzburg.